# Alastor iranus
Alastor iranus är en stekelart som beskrevs av Blüthgen 1956. Alastor iranus ingår i släktet Alastor och familjen Eumenidae. Inga underarter finns listade i Catalogue of Life.